# Аракс (район Армавіра)
Це стаття про село Аракс, біля міста Армавір. Стаття про село, біля міста Вагаршапат — Аракс

Стаття про річку — Аракс
Аракс (вірм. Արաքս) — село у марзі Армавір, на заході Вірменії. Село розташоване за 10 км на південний захід від міста Армавіра, за 2 км на північний схід від Ушакерта.